# Lista okrętów liniowych United States Navy
To lista żaglowych okrętów liniowych służących w United States Navy. Ze względu na koszty utrzymania, duża liczba nie została nigdy zwodowana i była utrzymywana na pochylni (czasami przez dziesiątki lat) w oczekiwaniu konieczność użycia.
- "America" - przekazany Francji w 1782
- "Chippewa" - położono stępkę w 1814, ale nigdy nie wodowany
- "Columbus" - 1819 do 1861
- 'Delaware" - 1820 do 1861
- "Franklin" - 1815 do 1852
- "Independence" - 1814 do 1912, przebudowany (ang. Razeed) w 1836
- "New Hampshire" (1864) - początkowo "Alabama", zwodowany jako okręt magazynowy, później jako okręt szkolny do 1892
- "New Orleans" - niekompletny do 1883
- "New York" - położono stępkę w 1820, spalony w 1861
- "North Carolina" - 1820 do 1866
- "Ohio" - 1820 do 1875
- "Pennsylvania" - 120-działowy, największy żaglowy okręt US Navy 1837 do 1861
- "Stevens Battery" (nie zwodowany) - w rezerwie 1881
- "Vermont" - 1848 do 1901
- "Virginia" - położono stępkę w 1822, zniszczony na pochylni w 1874

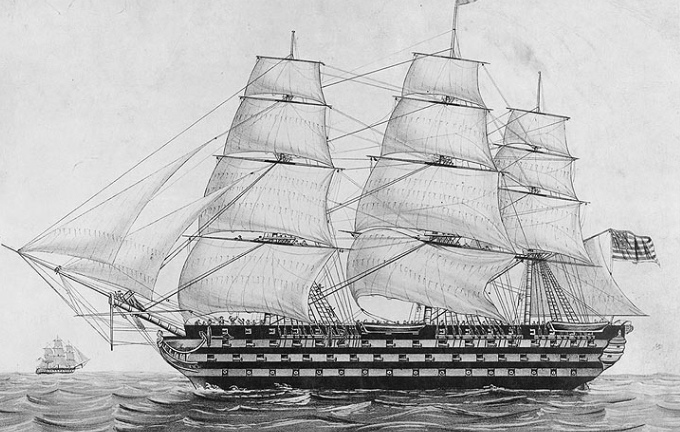
USS "Pennsylvania"

- "Washington" - 1814 do 1843